# Federación Obrera Regional Argentina del V Congreso
La Federación Obrera Regional Argentina (FORA) del V Congreso es una federación obrera argentina de orientación anarcocomunista surgida en 1915, cuando la FORA original (fundada el 25 de mayo de 1901) se dividió entre los anarquistas (que fundaron esta organización) y los sindicalistas, que fundaron la FORA del IX Congreso.
La FORA del V° Congreso tuvo un rol protagónico en el escenario obrero argentino hasta mediados de los años treinta, al ser la expresión gremial más importante del anarquismo argentino, que tuvo su apogeo entre la última década del siglo XIX y los años previos al golpe de Estado de 1943.
El surgimiento acelerado de una nueva clase obrera proveniente del interior del país durante la industrialización por sustitución de importaciones posterior a la crisis de 1929 y la consiguiente identificación de la misma con el peronismo (sumado también a la aparición del Partido Comunista y de los incipientes movimientos trotskistas) debilitaron a la FORA (y al anarquismo en general), que comenzaría a decaer desde entonces.
La última medida de fuerza de trascendencia nacional de fue la huelga de los obreros portuarios de 1956, que duró seis meses. 
Desde entonces la FORA del V Congreso persiste en modestos pero muy activos núcleos en sociedades resistencia de oficios varios.

## Historia
La FORA fue fundada en el año 1901 por 30 Sociedades Obreras de tendencia u orientación socialista y anarquista, en su segundo congreso sufrió la primera escisión al abandonar las sociedades de resistencia (sindicatos) socialistas (11 sindicatos en total) la Federación, a raíz del predominio de los anarquistas en los gremios que la componían y la imposibilidad de llevar la Federación por los designios trazados por el Partido Socialista Argentino. La FOA en su IV congreso pasó a denominarse F.O.R.A agregando la palabra "regional" manifestando no reconocer las fronteras nacionales del denominado país. En ocasión de su V Congreso en 1905, los sindicatos de orientación anarquista establecieron expresamente en su Declaración de Principios (estatutos) la aprobación y recomendación de la propaganda de los "principios económicos y filosóficos del comunismo anárquico".
El 26 de agosto de 1905 se aprobó la moción presentada por la Federación Obrera Local Rosarina, por 52 votos a favor y 2 en contra, que declaraba:

Los delegados al V Congreso (agosto de 1905), a fin de que las sociedades obreras no detuviesen su acción emancipadora en la conquista de mejoras inmediatas, las que prontamente serían arrebatadas, si en los trabajadores no existiese un conocimiento bien definido de sus derechos y sus deberes, hacen la siguiente declaración: El V Congreso de la F. O. R. A., consecuente con los principios filosóficos que han dado razón de ser a las organizaciones de las Federaciones Obreras, declara: que aprueba y recomienda a todos los adherentes la propaganda e ilustración más amplia en el sentido de inculcar a los obreros los principios económicos filosóficos del comunismo anárquico. Esta educación impidiendo que se detenga en la conquista de las ocho horas, les llevará a su completa emancipación y por consiguiente, a la evolución social que se persigue.

Las sociedades que se retiraron del II congreso de la FOA llamaron a organizar una nueva central y nació la Unión General de Trabajadores (Argentina). Dos años después, fracasó el primer intento de unificar la FORA y la UGT (Socialista). En esa oportunidad el destacado anarcocomunista italiano Luigi Fabbri, criticó duramente la táctica de los anarquistas argentinos de identificar la federación y los sindicatos con la ideología anarquista:

No quisiera ser mal profeta, pero mucho temo que tarde o temprano, este error táctico, será duramente pagado por nuestro movimiento en la República Argentina. (La organización sindical), para no ser dogmática o autoritaria, debe evitar toda afirmación que pueda dividir a la masa proletaria según especiales preocupaciones de partido... (Pone) moralmente en condiciones de inferioridad a los adversarios sólo porque están en minoría. Equivale decir a los obreros que no piensan como nosotros: ¡Idos!.

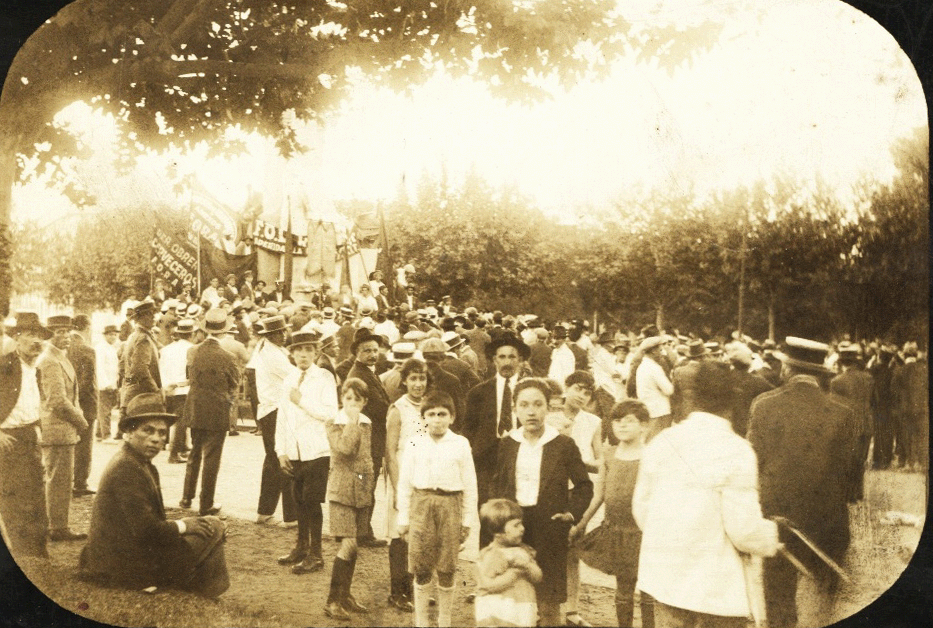
Acto de la FORA en Santa Fe.

La UGT se sostuvo hasta el 25 de septiembre de 1909 (llegando a tener 5362 cotizantes en su mejor momento contra más de 12000 de la FORA orientada por anarquistas en la misma época) cuando se disolvió en un congreso de fusión con organizaciones autónomas en el que también estaba la FORA, pero que no aceptó integrarla y disolverse. De allí salió la CORA Confederación Obrera Regional Argentina como nueva central de orientación socialista (Odone, Besusa) y mayoría sindicalista (Marotta, Lotito, Bernard). Esta central existió hasta junio de 1914 en que después de infructuosos intentos de fusionarse con los efectivos de la FORA y en una hábil maniobra se autodisolvieron y sus sindicatos en masa solicitaron la adhesión a la FORA en un momento de desorganización interna.
El 1 de abril de 1915 la FORA realizó su IX Congreso con la participación de los nuevos sindicatos adheridos y de otros autónomos, en él se resolvió por 46 votos a favor, 14 en contra y una abstención, la eliminación de la declaración de principios que aprobaba y recomendaba la propaganda del comunismo anárquico en los gremios. Lo que llevó a la desafiliación de varios sindicatos de orientación anarquista, quienes el 2 de mayo de 1915 convocaron a una asamblea de emergencia a la que asistieron 21 asociaciones disconformes con el congreso, quienes resolvieron desconocer el IX Congreso, seguir manteniendo la declaración del V Congreso y conformar un nuevo Consejo Federal como secretariado de la F.O.R.A del V congreso. Así quedaron  dos centrales obreras: la FORA del IX Congreso (varias tendencias) y la FORA del V Congreso (anarquista y comunista). La FORA del IX Congreso tuvo un crecimiento importante con la organización de los marítimos de la F.O.M y en el año 1921 en su XI Congreso cambió su nombre por el de Unión Sindical Argentina.

## Dos FORAs
En 1915, el IX Congreso de la FORA, con mayoría sindicalista revolucionaria decidió eliminar de la declaración de principios la adhesión a la finalidad del anarquismo. Ello produce una ruptura y a partir de entonces funcionarán dos federaciones separadas, conocidas como la FORA del V Congreso (anarquista) y la FORA del IX Congreso (sindicalista revolucionaria y socialista).
Luego de la división de la FORA, la FORA del V Congreso perdió fuerza, ya que los sindicatos más importantes como los ferroviarios, los trabajadores marítimos, los de la carne, etc., formaron parte de la FORA del IX Congreso.
Como vocero no oficial de la FORA, aunque manteniendo independencia de la organización, se editaba el periódico obrero La Protesta, dirigido por Diego Abad de Santillán y Emilio López Arango, que llegó a tener un tiraje de 60.000 ejemplares (Atán). Tuvo una actuación relevante en la Semana Trágica de 1919 y en las huelgas obreras de la Patagonia en 1921-1922.
La FORA del V Congreso adhirió y se mantuvo cercana a los anarquistas individualistas que realizaron actos terroristas, o los anarquistas expropiadores, como Salvador Planas y Virella, que había atentado contra el presidente Quintana, Simón Radowitzky quién asesinó al represor del 1 de mayo de 1909 el coronel Ramón Falcón, Kurt Gustav Wilckens, quien mató al coronel Héctor B. Varela en venganza de los fusilamientos de la Patagonia, o el presidente Hipólito Yrigoyen en 1929. En 1929 resultó asesinado uno de los directores de La Protesta, Emilio López Arango por la posición crítica del periódico contra los llamados anarquistas expropiadores. Si bien nunca se supo quién ejecutó el disparo, todas las sospechas han recaído sobre el anarquista Severino Di Giovanni.

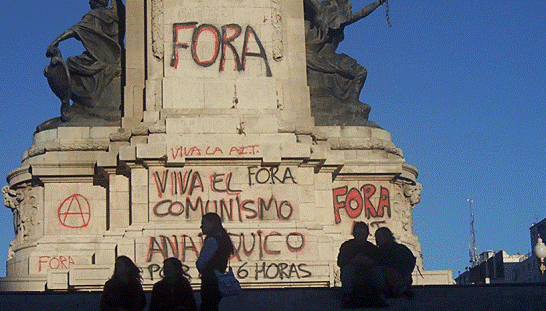
Pintada de la FORA en Buenos Aires, 2004.

La FORA del V Congreso tuvo un fuerte resurgimiento después de enero de 1919 cuando su sociedad de resistencia de Metalúrgicos Unidos mantuvo una huelga que desembocó en la Semana Trágica. En el año 1927 llegó a contar con medio millón de afiliados, lo cual duró hasta el golpe de Estado de Uriburu en 1930 cuando fueron asaltados sus locales, perseguidas sus organizaciones, prácticamente destruyendo el movimiento en la llamada Década Infame. Entre otros hechos de ese período están: el fusilamiento de Joaquín Penina en Rosario; los procesos por asociación ilícita a sus gremios más combativos, entre los que se contaban los Panaderos, la Unión de Chóferes y Lavadores; también el Proceso de Bragado contra tres de sus militantes y la pena de muerte para tres chóferes del gremio Ares, Montero y Gayoso. 
La FORA anarquista siguió actuando luego del golpe de Estado de 1930, aunque cada vez con menor presencia. Su último Congreso se realizó en 1928 y llevó el número 11. Nunca fue disuelta formalmente y aún en el presente militantes anarquistas se reúnen invocando la sigla.

## Otros hechos de la FORA (V Congreso)

### Los ladrilleros de San Martín
Estos obreros de la F.O.R.A sufrieron como los "procesados de Bragado" largos años de prisión, hasta que en el primer gobierno Peronista fueron indultados tras una extensa e intensa campaña por su libertad. Al lograr su libertad, los ladrilleros hablaron en un acto público realizado en el Teatro Verdi de la Boca, ratificando su inocencia y sus propósitos de seguir luchando por los ideales que sostenían.

### Los portuarios de la F.O.R.A
Por la publicación de un manifiesto en el que se oponían a aceptar el descuento de un jornal para la creación de un monumento a la extinta Eva Perón, fueron detenidos varios obreros portuarios afiliados a la F.O.R.A en 1952. Luego de seis meses de encierro y torturas fueron liberados a raíz de un viaje de Perón, entonces presidente a Chile donde un delegado argentino realizó la denuncia de la situación de esos detenidos y por esa campaña Perón ordenó que los liberasen.

### Huelga y persecución de los plomeros
A principios del año 1960 la sociedad de resistencia de obreros plomeros y anexos adherida a la FORA inició una campaña, por la jornada de 6 horas para el gremio, y se encontró con la negativa patronal de acceder a la demanda, originándose una huelga y una ceñuda persecución de los plomeros de la FORA extendida incluso a obreros de otros gremios. Encarcelados gran cantidad de activos militantes algunos fueron enviados a las cárceles de Santa Rosa y Esquel. Se combinó esta labor persecutoria con la creación de un sindicato pro-patronal U.G.A.T.S para doblegar al gremio, cosa que consiguieron al fraccionarlo y llevarlo a la autonomía otorgándole la personería gremial.
La FORA, normalmente no se le suma la leyenda "V Congreso" ya que es la única existente con ese nombre, aún sigue operando a través de sindicatos de oficios varios llamados también sociedades de resistencia, un tipo de organización de carácter gremial más que sindical. La FORA (V Congreso) perteneció hasta el año 2016 a la (AIT) Desde ese año está afiliada a la Confederación Internacional del Trabajo (CIT).

## Personajes
Entre los militantes más destacados de la FORA del V Congreso se encuentran Esteban Almada, Oreste Ristori, Santiago Locascio, Dante Garfagnini, José María Hacha, Apolinario Barrera, Jorge Rey Villalba, Teodoro Suárez, Diego Abad de Santillán, Virginia Volten, Juana Rouco Buela, Emilio López Arango, José Prats, Joaquín Penina, Alberto Ghiraldo.

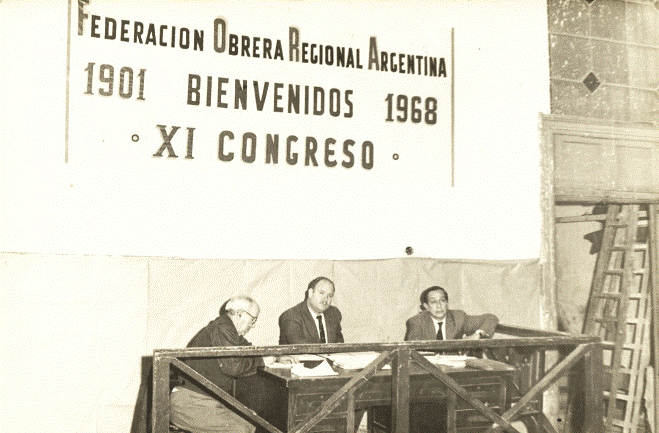
Congreso de la FORA

## Congresos y Reuniones Regionales de delegados de la F.O.R.A
CONGRESOS:
- 1°  Congreso mayo de 1901 (Buenos Aires)
- 2°  Congreso abril de 1902 (Buenos Aires)
- 3°  Congreso junio de 1903 (Buenos Aires)
- 4°  Congreso julio de 1904 (Buenos Aires)
- 5°  Congreso agosto de 1905 (Buenos Aires)
- 6°  Congreso septiembre de 1906 (Buenos Aires)
- 7°  Congreso diciembre de 1907 (La Plata)
- 8°  Congreso abril de 1910 (Buenos Aires)
- 9°  Congreso abril de 1915 (Buenos Aires) No reconocido por la F.O.R.A V° Congreso
- Congreso Extraordinario octubre de 1920 (Buenos Aires)
- 9°  Congreso abril de 1923 (Buenos Aires)
- 10° Congreso agosto de 1928 (Buenos Aires)
- 11° Congreso marzo de 1968 (Buenos Aires)

## Actualidad
Desde fines de la década de 1970 (a causa de la legislación laboral que restringe la actividad a la organización más numérica de cada sector) sólo federa a Sociedades de Resistencia de Oficios Varios (agrupaciones de trabajadores de distintos gremios).[cita requerida]
A partir del año 2000 se integraron a la F.O.R.A. Sociedades de Resistencia de varias provincias de la Región Argentina.
Actualmente, la Federación Obrera Regional Argentina tiene presencia en las localidades de Capital Federal; Zona Norte del Gran Buenos Aires; Lomas de Zamora (Gran Buenos Aires); Neuquén; Comarca Andina (Chubut); Colón (Entre Ríos); y La Plata (Buenos Aires) donde siguen reuniéndose agrupaciones de trabajadores que adhieren a sus principios y a su finalidad. El Consejo Federal de la F.O.R.A. reside hoy en día, en el barrio de La Boca, Ciudad de Buenos Aires.
La F.O.R.A. fue la sección argentina de la Asociación Internacional de los Trabajadores (AIT), desde su refundación en 1922, hasta 2016 que acuerda abandonar esta organización sumándose al impulso de refundación de la internacional anarcosindicalista y sindicalista revolucionaria que terminaría dando sus frutos en el congreso de Parma de 2018 con la fundación de la Confederación Internacional del Trabajo.